# Bay György
Ludányi és csomai Bay György (Surány, 1792. március 19. – Pest, 1849. június 5.) királyi tanácsos, hétszemélynök és alnádor.

## Élete
Bay György fia volt. Iskoláit a jogi tanulmányokkal együtt Sárospatakon végezvén 1815-ben, a magyar királyi testőrségbe lépett és az ezen időben szintén Bécsben tartózkodó Kisfaludy Károllyal baráti viszonyban élt. 1820 körül visszakerült Bécsből és 1825-ben Bereg megyében főszolgabíró, 1832-től 1841-ig első alispán, 1841–1849-ig alországbíró, alnádor és hétszemélynök volt. Pesten halt meg, kolerában.

## Munkái
Fiatalabb korában verseket írt, melyek közül a Lollihoz című a Zsebkönyvben (1821) jelent meg, fordított is többet. Mint a magyar irodalomnak buzgó pártolója, Kazinczy Ferenccel közelebbi viszonyba került és leveleztek is egymással. Kazinczynak Bayhoz írt 9 levele 1818–1823-ból a Reményben jelent meg 1851-ben. Ezen levelekből kitűnik, hogy B. Herderből is fordított és egyik versét Kazinczy küldte a Magyar Kurirhoz. György név alatti közlés végett 1818-ban. A Felső-magyarországi Minervában Goethe két versének fordítása jelent meg tőle.